# Nasale (Byczyna)
Nasale (deutsch Nassadel) ist ein Dorf der Stadt-Land-Gemeinde Byczyna, Powiat Kluczborski, Woiwodschaft Opole im Südwesten Polens.

## Geographie

### Geographische Lage
Nasale liegt im nordwestlichen Teil Oberschlesiens im Kreuzburger Land. Das Dorf Nasale liegt rund zwölf Kilometer südöstlich vom Gemeindesitz Byczyna, rund 18 Kilometer nordöstlich der Kreisstadt Kluczbork und etwa 65 Kilometer nordöstlich der Woiwodschaftshauptstadt Oppeln.

### Nachbarorte
Nachbarorte von Nassadel sind im Nordwesten Wojsławice (Woislawitz), im Nordosten Uszyce (Uschütz), im Südosten Pogorzałka (Hellewald), im Südwesten Pszczonki (Schonke) und im Westen Gosław (Goslau).

## Geschichte

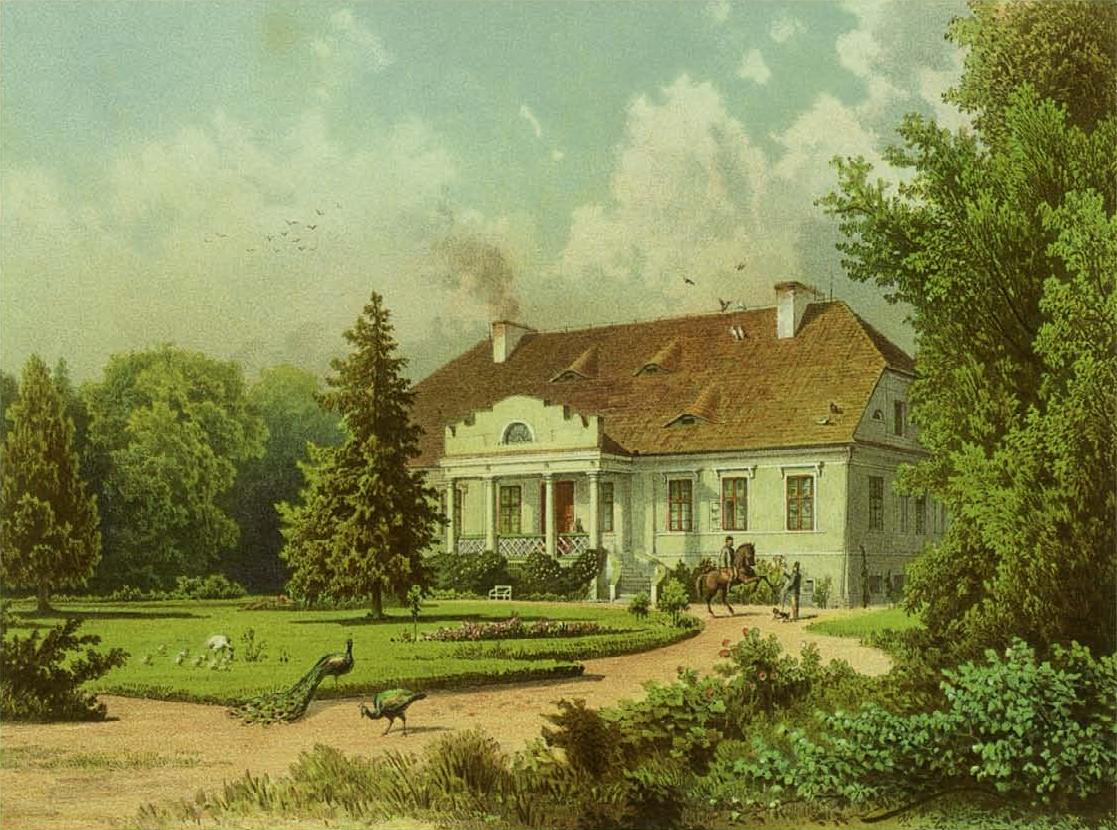
Schloss Nassadel um 1870

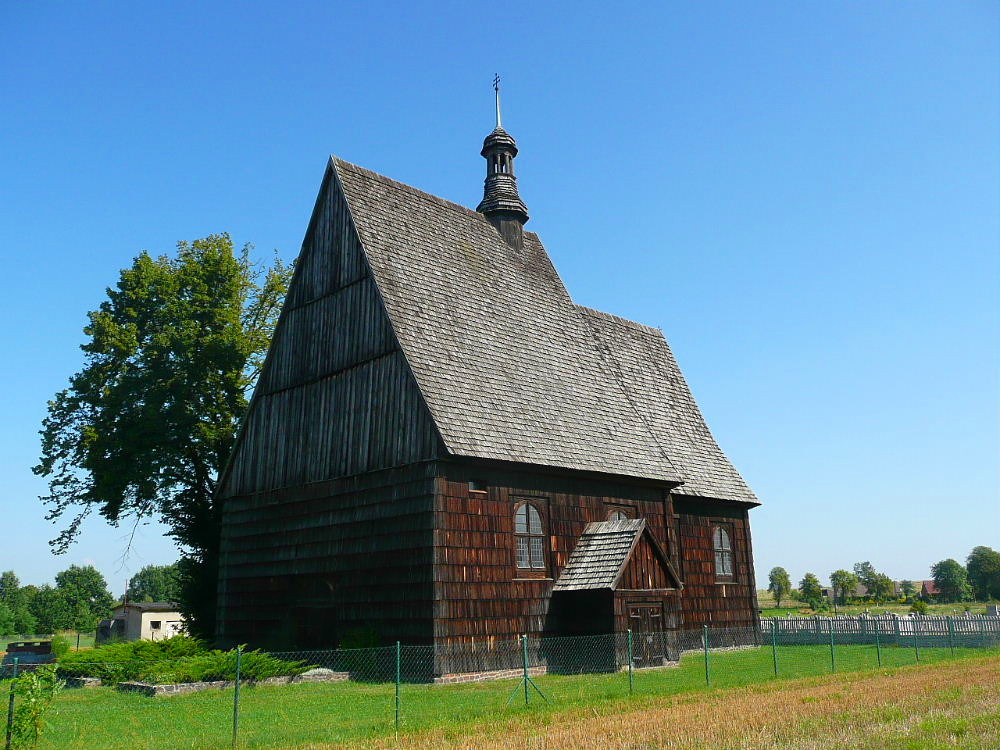
Die 2010 abgebrannte Schrotholzkirche

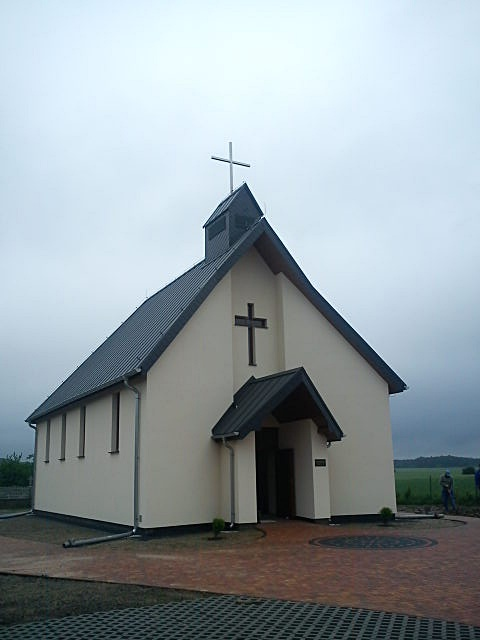
Evangelische Kirche – 2013 erbaut

Das Dorf wurde erstmals im Jahre 1393 als Nossadil urkundlich erwähnt.
1829 wurde ein Schulhaus im Dorf erbaut. 1845 bestanden im Dorf ein Schloss, eine evangelische Schule, eine Brennerei und weitere 43 Häuser. Im gleichen Jahr lebten in Nassadel 418 Menschen, davon 123 katholisch und drei jüdisch. 1874 wurde der Amtsbezirk Nassadel gegründet. Dieser umfasste die Ortschaften Adolphsthal, Barkhausen, Carlsthal, Erdmannshain, Goslau, Gusenau, Nassadel I, Nassadel II, III, IV, Nieder Nassadel und Pohlwitz sowie den Gutsbezirken Goslau und Nassadel II, III, IV. Erster Amtsvorsteher war der Premierlieutenant a. D. Seiffert.
Im Jahr 1910 hatte der Ort 1195 Einwohner. Der Gutsbezirk Nassadel zählte im gleichen Jahr 144 Einwohner. 1933 lebten in Nassadel 1216, 1939 wiederum 1128 Menschen. Bis 1945 gehörte das Dorf zum Landkreis Kreuzburg O.S.
1945 kam der bisher deutsche Ort unter polnische Verwaltung und wurde in Nasale  umbenannt und der Woiwodschaft Schlesien angeschlossen. 1950 kam der Ort zur Woiwodschaft Oppeln. 1999 kam das Dorf zum Powiat Kluczborski. Die Einwohnerzahl im Jahr 2011 betrug 394 Personen.

### Einwohnerentwicklung
| Jahr      | 1910  | 1933  | 1939  | 2011 |
| --------- | ----- | ----- | ----- | ---- |
| Einwohner | 1.195 | 1.216 | 1.128 | 394  |

## Religion
Die katholische Gemeinde gehört zum Bistum Opole, die evangelische zur Diözese Katowice.

## Sehenswürdigkeiten
- Die evangelische Schrotholzkirche aus dem Jahr 1730 wurde 1939 aus Seichwitz transloziert. Nach dem Zweiten Weltkrieg wurde die Kirche an die evangelische Gemeinde übergeben. Sie brannte am 11. Mai 2010, nach einem Blitzeinschlag, vollständig ab. 2013 wurde eine steinerne Kirche an gleicher Stelle erbaut.[7]
- Die katholische Kirche St. Lorenz ist ein neugotischer Backsteinbau von 1870 mit Frontturm und wurde anstelle des 1508 erwähnten hölzernen Vorgängerbaus als evangelisches Gotteshaus errichtet. Nach 1945 übernahmen die Katholiken die Kirche und statteten sie mit Altären der nun evangelischen Schrotholzkirche aus.
- Das klassizistische Schloss Nassadel wurde Ende des 19. Jahrhunderts erbaut. Letzter Bewohner des Schloss war Kurt Lipinsky, ehe er im Januar 1945 das Gut verließ. Das Schloss ist heute ein Wohnhaus. Die Nebengebäude verfallen derzeit.[8]

## Persönlichkeiten
- Hans von Prittwitz und Gaffron (1840–1916), preußischer Generalleutnant